# Călușul oltenesc

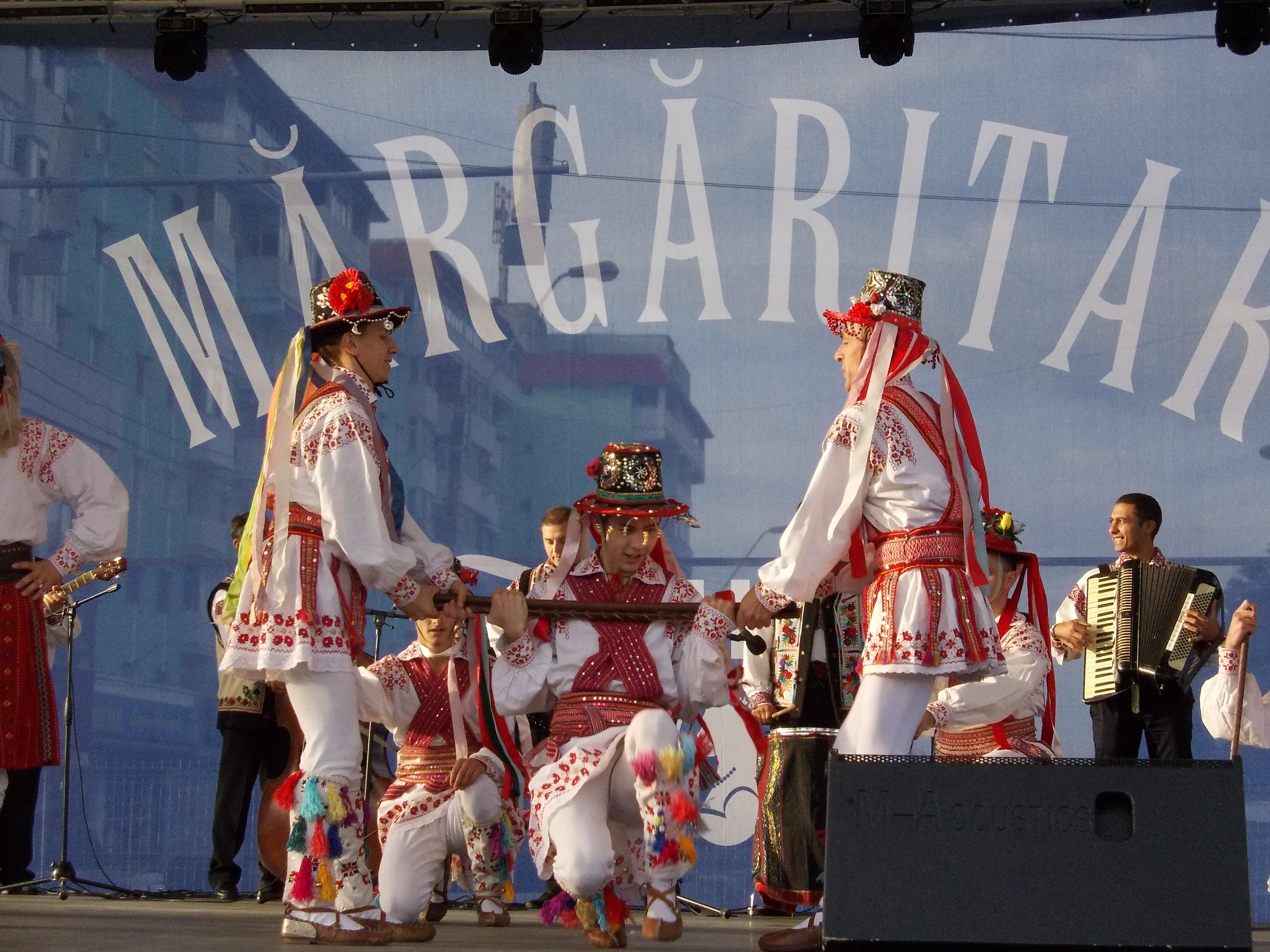
Dansul călușarilor

Călușul oltenesc este una din variantele numeroase ale obiceiului străvechi al românilor, numit căluș. Este un obicei extrem de complex, implicând o societate fraternală a călușarilor, care sunt atât membri ai acestei societăți precum și participanți la faimosul dans omonim, călușul.

## Călușul de Dobrun
Dobrunul, ca vatră călușerească se află în vechiul județ Romanați, pe Valea Oltețului. În aceasta zonă călușul se joacă în forma sa inițială și nealterată, numit „călușul greu” sau „călușul de pământ” (căci dansul se joacă în aproape toată Oltenia).
Călușul, ca joc, în comuna Dobrun datează de sute de ani. Era jucat de bărbații satului în perioada Rusaliilor și la alte sărbători ale comunității. Costumele călușarilor păstrează vie tradiția zonei, Valea Oltețului, având ca simbol frunza viței-de-vie.
Chiar dacă în Dobrun călușul datează de sute de ani, abia în anul 1936 a primit recunoștința națională fiind ales să reprezinte Regatul României în Anglia. 
De-a lungul timpului formația de căluș a comunei Dobrun a avut renumiți vătafi, care fiecare la rândul lui a lăsat pentru generațiile viitoare câte o figură de căluș care și astăzi se joacă de către călușarii din Dobrun.

## Tainele călușului
Călușul în formele lui atestate în ultimele secole, se practică și este cunoscut ca cel mai reprezentativ obicei, cel mai impresionant spectacol și una dintre cele mai impresionante și valoroase creații populare românești.
Este cea mai importantă manifestare folclorică din cadrul obiceiurilor de Rusalii. Ritualul îndeplinit de ceata călușarilor traduce o necesitate omenească, oferă simbolic explicații coerente la anumite aspecte ale vieții individuale și sociale.
Obiceiul călușarilor are un rol esențial în desfășurarea normală a vieții din comunitate. El sustrage și protejează comunitatea împotriva agresiunii ielelor, făcând din acestea o amenințare transcendenta și întotdeauna prezentă, care pretinde să fie domolită prin rituri corespunzătoare.
În Săptămâna Rusaliilor oamenii nu au voie să lucreze la câmp sau cu animale, sunt interzise spălatul, curățenia, cusutul, sacrificatul păsărilor, urcatul în copac sau de a pătrunde și poposi, în timpul nopții, pe teritoriul Ielelor (păduri, câmpuri, grote, pe malul apelor). Nerespectând aceste interdicții impuse de iele oamenii sunt „luați din căluș”.
Călușarii prin jocul lor apără comunitatea și atunci când este nevoie să vindece și sa repare relele pricinuite oamenilor de forța nefastă a ielelor. În unele zone în timpul ritualului de vindecare a celor „luați din căluș”, alături de călușari jucau și un număr egal cu al lor, de femei numite crăițe sau călușerițe. Ele erau nevestele și în același timp ajutoarele lor.
Călușul, numit și „Călușer” sau „Călucer” a fost și este, în continuare prin anumite acte, perceput un ritual. Călușul reprezintă un obicei de mare complexitate atât din punct de vedere funcțional cât și al limbajelor utilizate, din care dansul ocupă locul preponderent.

## Călușul ca ritual
Călușul se juca în virtutea credinței, în eficacitatea lui magică: profilactica și apotropaica, vindecătoare a bolii numita „luat din căluș”, fertilizatoare și fecundatoare.
Numărul impar al călușarilor, ca și cea mai mare parte a actelor performate de aceștia se leagă de credința în existența și prezența pe pământ, între Strodul Rusaliilor și Rusalii, a Rusaliilor, ființe supranaturale, deosebit de agresive și periculoase pentru oameni cât și pentru animale, deoarece ele nu acționeaza în mod individual ci în grup. De aici constituirea călușarilor în ceată, ei fiind nedespărțiți pe toată perioada Rusaliilor.
Călușarii trebuiau sa-i apere pe oameni de iele, pentru ca aceștia să nu se îmbolnăvească, și, în același timp să-i vindece atunci când, încălcând interdicția de a lucra în perioada Rusaliilor, erau luați din căluș.
Numărul impar al călușarilor corespundea celui al grupului Rusaliilor, numai acționând în grup, dar într-un grup egal cu numărul impar al ielelor, călușarii puteau ține piept atacului acestora și le puteau domina, dacă sunt cu soț, ei nu mai pot vindeca bolnavul.  

## Prestația rituala a călușarilor
Pentru a asigura protecția întregii comunități, călușarii jucau în tot satul, pe muzica lăutarilor plătiți de ei. Dansurile erau reiterate zilnic, pe perioada Rusaliilor, adică atâta timp cât exista pericolul ca oamenii sa fie agresați de Iele.
Jocul lor se desfășura între răsăritul și apusul soarelui. După acest moment, respectiv răsăritul și apusul soarelui, dansul devenea periculos pentru ei, întrucat nu mai beneficiau de lumina protectoare a astrului solar, de forța acestuia de a ține la distanță Ielele. Jocurile lor alungau Ielele, impiedicându-le să se aproprie de oameni. Totodată, pentru ai feri de boli, în speță de „luatul din calus”, călușarii împărțeau sătenilor usturoi și pelin. Oamenii le țineau asupra lor, la brâu, unii ungeau ferestrele și ușile cu usturoi în combinație cu pelin în același scop profilactic.
Un alt mod de apărare împotriva „Sfintelor” era ca sătenii să joace alături de călușari sau își dădeau copiii să fie purtați în brațe și jucați de aceștia. Călușarii apărau comunitatea și, totodată, se apărau pe ei, prin folosirea unor „arme” cu puteri magice: bâte, săbii din lemn și chiar prin zgomotul pintenilor și zurgălăilor de la opinci.

## Călușul modern
Călușul modern este un joc spectaculos, de mare virtuozitate și măiestrie coregrafică. El se dansează în diferite ocazii festive (nu la o anume sărbătoare de peste an.